# Раузи
Раузи (англ. Rousay) — один из Оркнейских островов, архипелага в составе Британских островов у северной оконечности Шотландии. Находится в 3 км северней Мейнленда. Благодаря разнообразным археологическим находкам (неолитическая стоянка Риньо, гробницы Мидхау и Блекхаммер, брохи, кранноги, погребальные лодки викингов, средневековые церкви и другое), покрывающим историю в 5 тысячелетий, иногда называется «Египтом Севера».

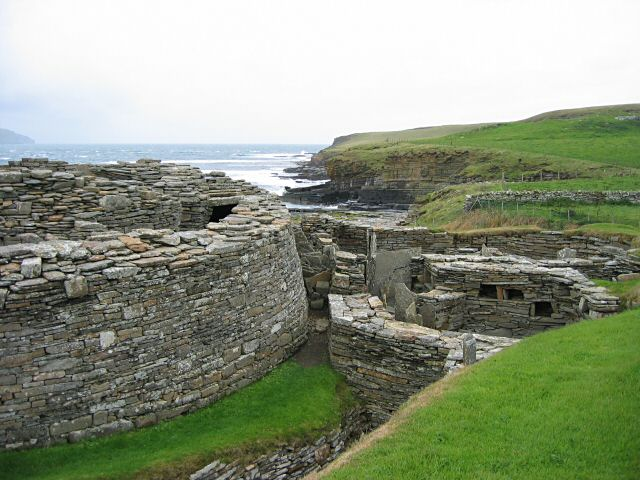
Брох Мидхау.

При площади 48,6 км² это пятый по величине остров архипелага. В отличие от других островов к северу от Мейнленда, рельеф острова холмистый (до 249 м). Земледелие ведется только на узкой полосе вдоль моря. Вместе с близлежащими островами Эгилсей и Уайр соединен паромом с причалом Тингуолл на северо-западе Мейнленда.